# Die Frau und der Fremde
Die Frau und der Fremde is een Oost-Duitse oorlogsfilm uit 1985 onder regie van Rainer Simon. Hij won met deze film de Gouden Beer op het filmfestival van Berlijn.

## Verhaal
Karl is een ontsnapte krijgsgevangene uit de Sovjet-Unie in de Eerste Wereldoorlog. Hij doet alsof hij de echtgenoot is van Anna. Wanneer haar echte man op een dag weer op de drempel staat, is zij inmiddels zwanger van Karl.

## Rolverdeling
| Acteur           | Personage     |
| ---------------- | ------------- |
| Kathrin Waligura | Anna          |
| Joachim Lätsch   | Karl          |
| Peter Zimmermann | Richard       |
| Katrin Knappe    | Marie         |
| Ulrich Mühe      | Revolutionair |